# برنامج ريادة الشركات الوطنية
برنامج ريادة الشركات الوطنية هو أحد برامج تحقيق رؤية السعودية 2030. يهدف إلى تحفيز الشركات الوطنية في المملكة العربية السعودية ذات الفرص الواعدة في الريادة الإقليمية والعالمية، وتعزيز مكانتها من أجل دعم متانة اقتصاد المملكة عالميا.

## حول البرنامج
يسعى البرنامج إلى تعزيز عمل الشركات الوطنية الكبرى والواعدة في المملكة محليا وعالميا وتقييم أداءها، من خلال قياس مدى التقدم المحرز في تحقيق الأهداف، وفق مؤشرات عدة تتضمن مراقبة معدل نمو هذه الشركات في قطاعاتها بالمقارنة مع معدل نمو مثيلاتها عالميا، وقياس عدد الشركات الوطنية الرائدة ضمن مجموعة fortune 500، وعلى قائمة فوربس للشركات الأكثر ابتكارا. إضافة إلى رصد حجم تجارة هذه الشركات مع الشركاء الرئيسيين ومع أعضاء مجموعة العشرين.

## الأهداف المباشرة
- دعم أكثر من 100 شركة وطنية كبرى لتعزيز ريادتها عالميا
- تطوير الشركات المحلية الواعدة وتحويلها إلى شركات رائدة إقليميا وعالميا

## الأهداف غير المباشرة
وهي التي تتم بالتعاون مع برامج أخرى وتشمل:
- دعم مسيرة التعاون بين دول مجلس التعاون الخليجي
- تطوير العلاقات الاقتصادية الإقليمية والعالمية
- توطين الصناعات الواعدة
- رفع نسبة المحتوى المحلي في القطاعات غير النفطية
- تعزيز ودعم الابتكار والإبداع وريادة الأعمال
- دعم اهتمام الشركات بمسؤولياتها الاجتماعية
- تعزيز اهتمام الشركات باستدامة الاقتصاد الوطني

## المساهمات
- رفع المحتوى المحلي
- تنويع الاقتصاد
- إنماء الشركات الصغيرة والمتوسطة
- زيادة الفرص الوظيفية[4]